# Cresciano
Cresciano  är en ort i kommunen Riviera i kantonen Ticino, Schweiz. 
Cresciano var tidigare en självständig kommun, men 2 april 2017 blev Cresciano en del av nybildade kommunen Riviera.